# SN 2008ao
SN 2008ao – supernowa typu Ic odkryta 26 lutego 2008 roku w galaktyce A030746+3822. W momencie odkrycia miała maksymalną jasność 17,30m.